# أندريا ديل بوكا
أندريا ديل بوكا بالإسبانية (Andrea Del Boca) وهي فنانة أرجنتينية من مواليد 18 تشرين الأول - أكتوبر من سنة 1965 في مدينة بوينس آيرس. بدأت التمثيل منذ سن الرابعة.

## مسيرتها المهنية
واحدة من أشهرها مسلسلاتها التلفزيونية كانت لعبة الحب (أنطونيلا) 1992 مع الممثل غوستافو بيرموديز. وكذلك مسلسل اللؤلؤة السوداء 1994 حيث تألقت في دور البطولة جنبا إلى جنب مع الممثل الأرجنتيني غابرييل كورادو. حيث لقي هذه المسلسل نجاحًا كبيرًا آخر، وكالكثير من مسلسلاتها الأخرى، لقي أيضًا نجاحًا عالميًا كبيرًا. في عام 1996 ، لعبت دور البطولة في Zingara وشاركت بعد ذلك بسنتين في Chiquititas.

## مواضيع ذات علاقة
- رودريغو دياز
- دافيد شوكارو
- سيباستيان رولي
- فريديريكو إيسوين
- دييغو أوليفيرا
- كارلا بيترسون
- فيكتوريا مورات

## روابط خارجية
- أندريا ديل بوكا على موقع IMDb (الإنجليزية)
- أندريا ديل بوكا على موقع ميوزك برينز (الإنجليزية)
- أندريا ديل بوكا على موقع أول موفي (الإنجليزية)
- أندريا ديل بوكا على موقع ديسكوغز (الإنجليزية)
- أندريا ديل بوكا على موقع قاعدة بيانات الفيلم (الإنجليزية)